# Sihaborgoan Barumun
Sihaborgoan Barumun is een bestuurslaag in het regentschap Padang Lawas van de provincie Noord-Sumatra, Indonesië. Sihaborgoan Barumun telt 247 inwoners (volkstelling 2010).